# باد فردیریش‌شال
شهر باد فردیریش‌شال در ایالت بادن-وورتمبرگ در کشور آلمان واقع شده است.

## نگارخانه

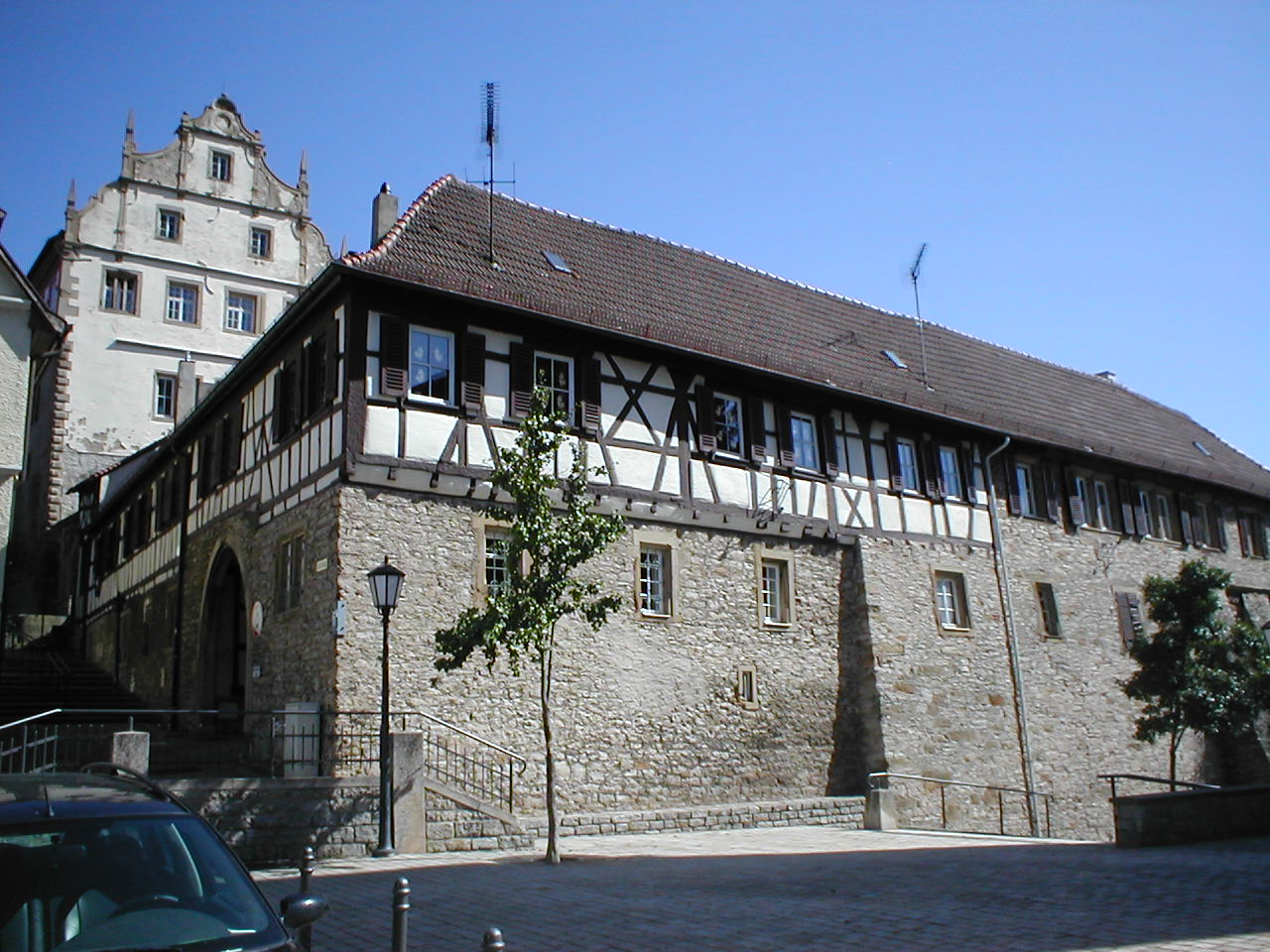
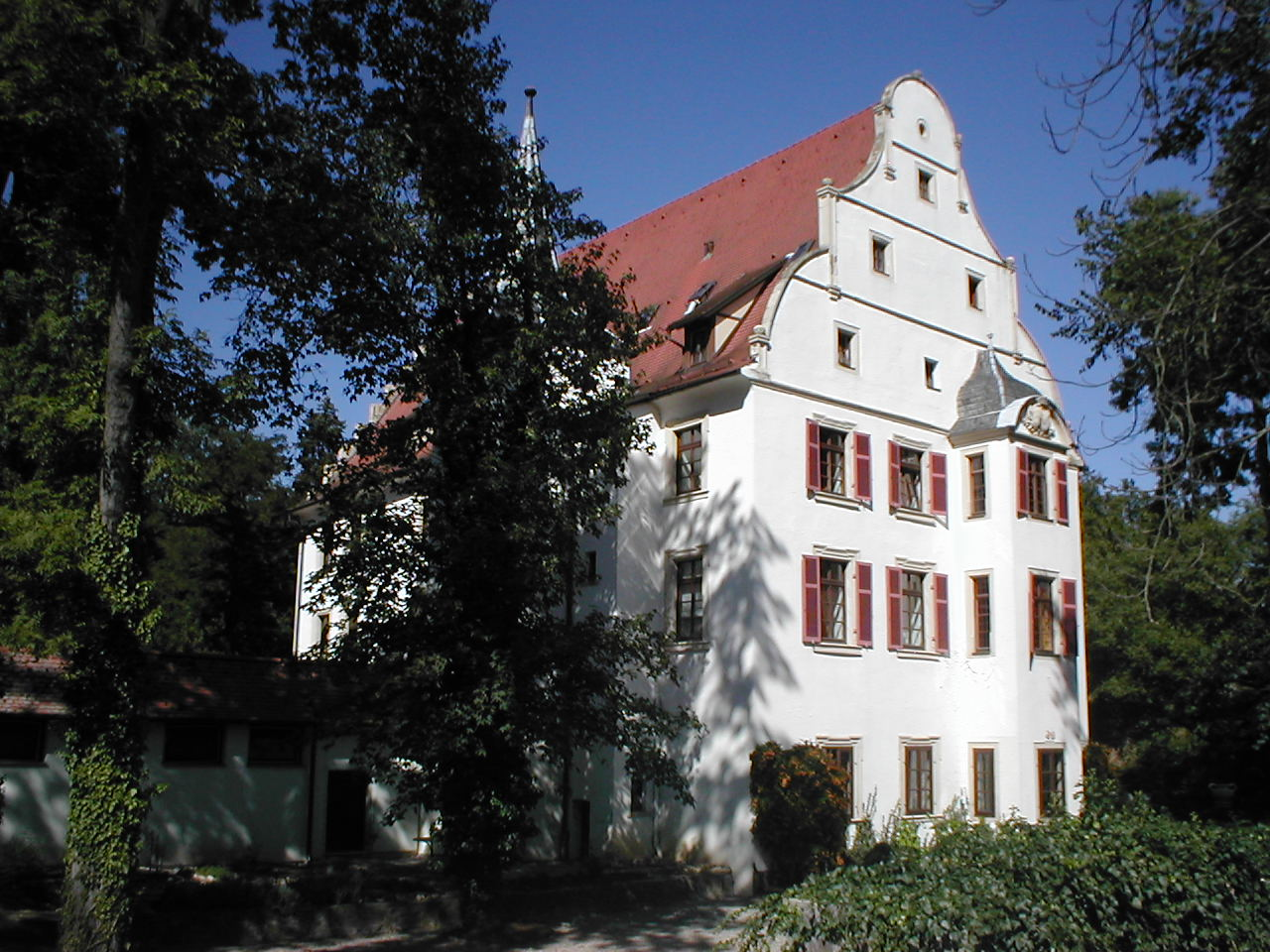
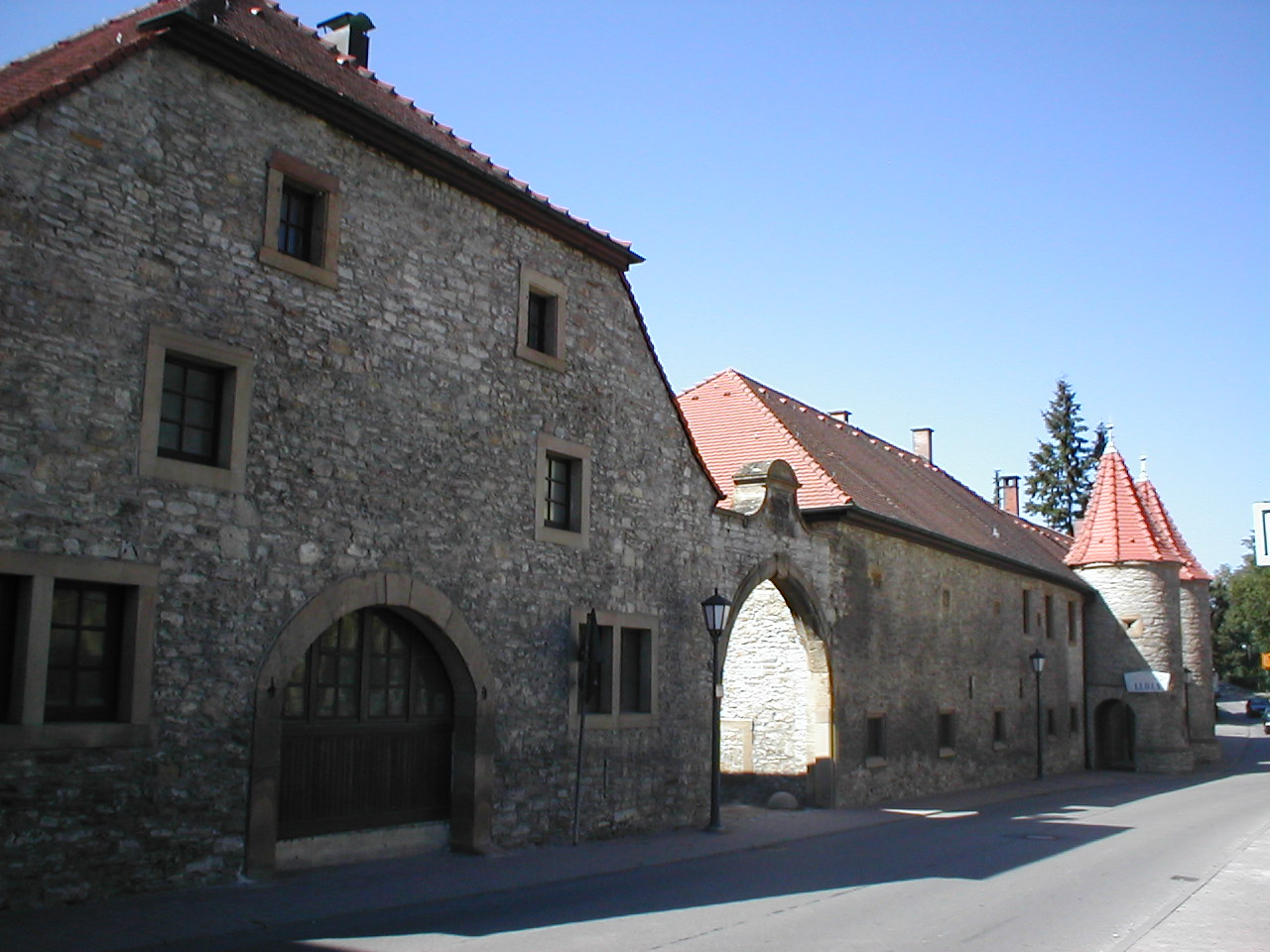
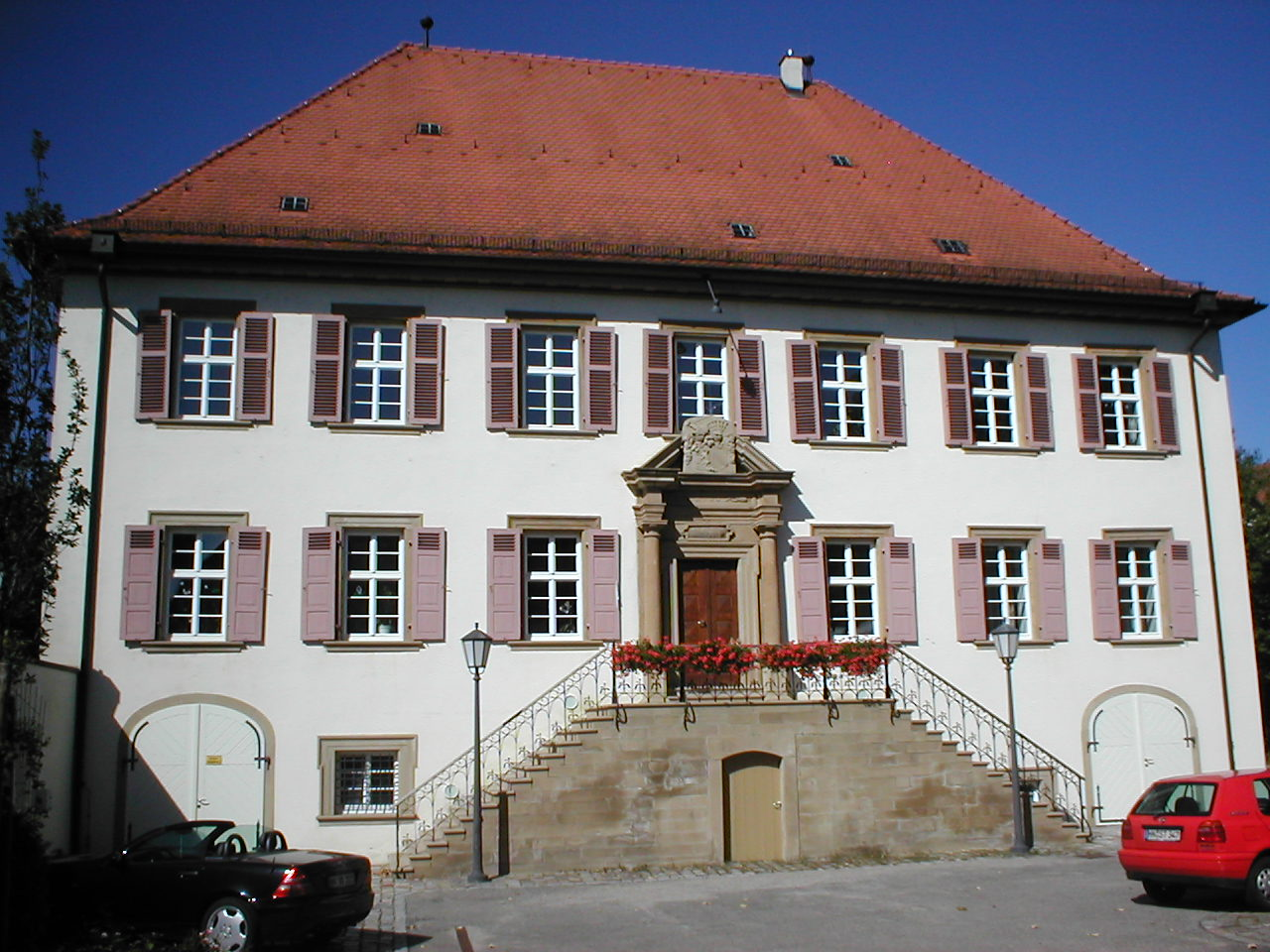
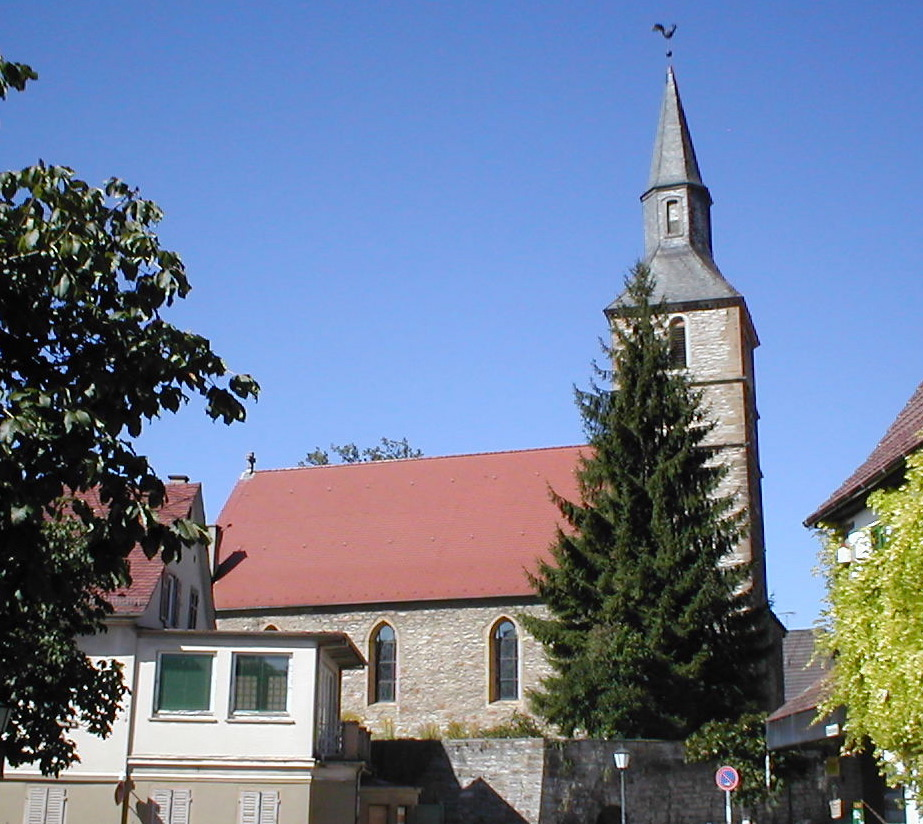
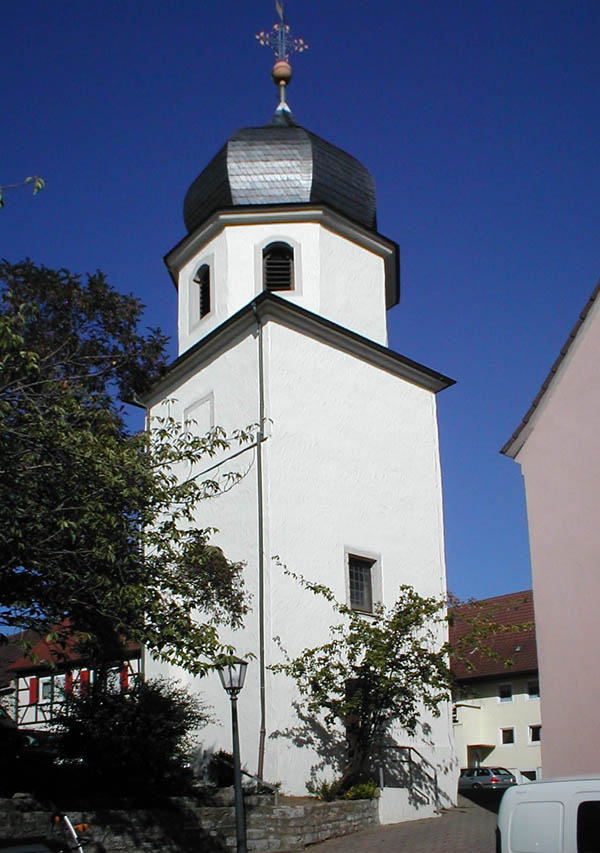
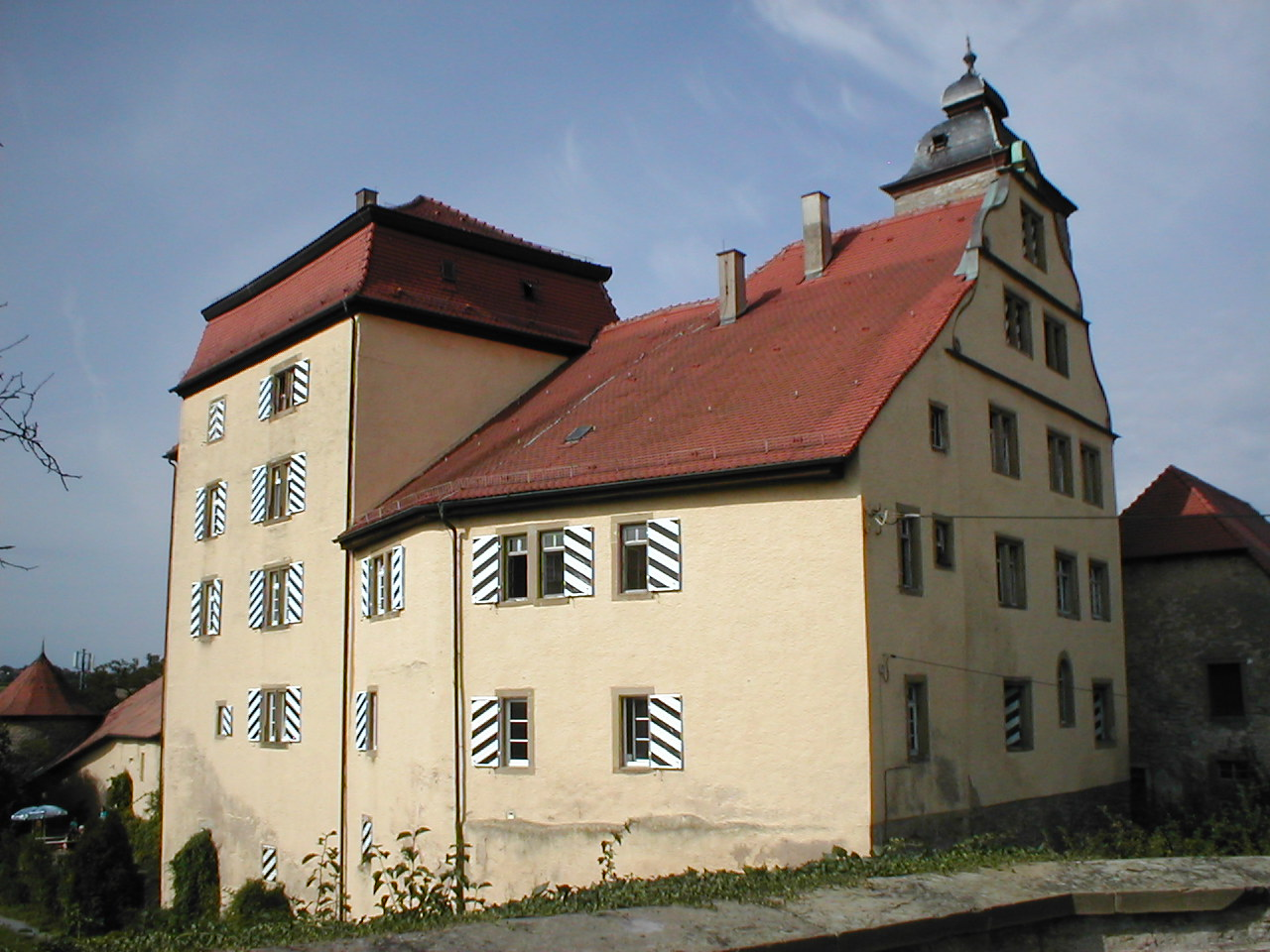
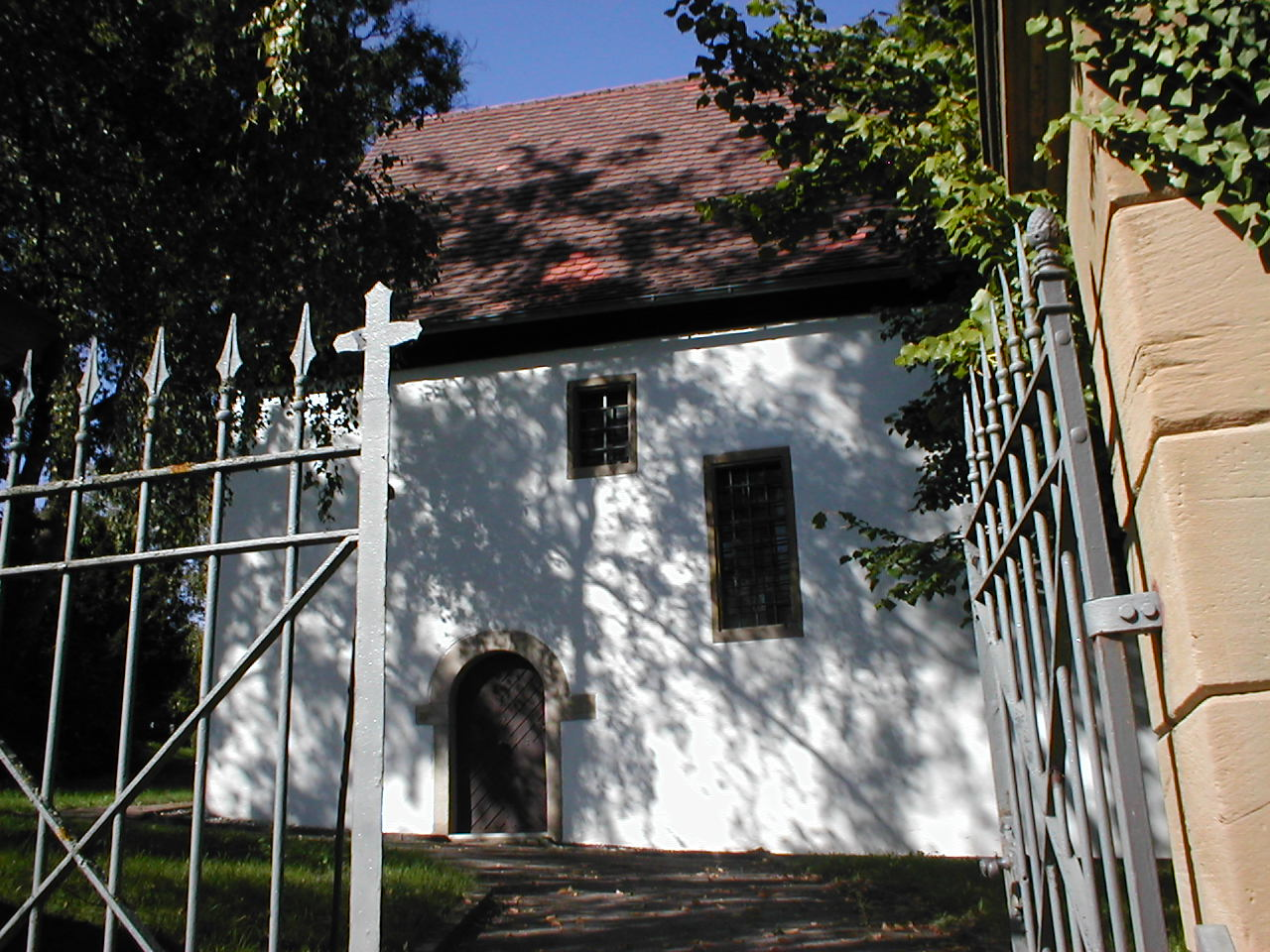